# Pons (Lérida)
Pons (en catalán: Ponts) es un municipio y localidad española de la provincia de Lérida situado en la comarca catalana de la Noguera. Se sitúa en la subcomarca del Segre Mitjà. En la década de 1960 creció el término municipal al incorporar a Tosal.

## Núcleos de población
Pons está formado por cinco núcleos o entidades de población. 
Lista de población por entidades:
| Entidad de población          | Habitantes (2005) |
| ----------------------------- | ----------------- |
| Forsa (en catalán: La Força)  | 18                |
| Pons (en catalán: Ponts)      | 2800              |
| Torreblanca                   | 3                 |
| Tosal (en catalán: El Tossal) | 3                 |

## Historia
En el año 449 la villa estaba en poder de los godos, quienes ocupaban las tierras comprendidas entre los Pirineos y los ríos Llobregós y Segre. Ya en el 797 pasaron por esta comarca los francos, que conducidos, según unos, por Ludovico, y según otros, por Guillermo I de Tolosa, atravesaron el Pirineo, ocuparon la ciudad de Urgel y se extendieron después por la cuenca del Segre, hasta la ciudad de Lérida. En los años 888 y 890 tuvo lugar la dotación de la iglesia del monasterio de Santa María de Ripoll, al cual daban, en la Marca, la iglesia de Santa María de Pons.
En 909 Muhammad al Tawil, reyezuelo de Huesca, emprendió una razia por la frontera, conquistando los castillos y lugares de Oliola, Pons y Alguaire. En el 1057, la condesa Ermessenda, esposa de Ramón Borrell de Barcelona, traspasó a su nieto Ramón Berenguer I de Barcelona los derechos que poseía sobre el castillo de Pons y en 1061 Pere Mir de Pons legó el castillo de Pons en testamento y otros más que poseía. A lo largo del siglo XI se instalaron en Pons campesinos provenientes de la sierra del Cadí y del valle de Lord. Durante este siglo circulaban por Cataluña los dineros de plata de Pons. En el 1185, el castillo y villa de Pons pertenecían a Elvira de Subirats, la cual lo recibió de su marido, Ermengol VIII de Urgel. A su hija Aurembiaix de Urgel le fue arrebatado el condado por el vizconde de Àger, Guerau de Cabrera, y el rey Jaime emprendió una lucha contra el usurpador, que se hizo fuerte en el castillo de Pons en 1228.
Durante el año 1628, la villa de Pons, defendida por el canónigo Pau Claris, perdió su pleito contra el señor, el conde Dalmau III de Queralt y de Codina, segundo conde de Santa Coloma y barón de Pons, que efectuó represalias. El Consejo General de la Villa decidió que los habitantes de Pons se separasen de la obediencia del conde y se incorporarán a la Generalidad de Cataluña y a la Corona de Aragón.
En el 1643, en un documento datado en París, el mes de julio, el rey Luis XIII de Francia, manifestó una especial predilección por la villa de Pons, a la que ofreció su protección real, declarándola vila regia amb mer i mixte imperi. El siguiente año fue terriblemente estéril, por falta de lluvias, y en todo el término de Pons no se recolectaron más de cuarenta cuarteras de grano de todas las clases. En el 1708 en plena Guerra de Sucesión, durante una de las ofensivas borbónicas, el 13 de agosto de este año, entró a Pons una fuerte columna formada por alemanes y miquelets, defensores de la causa del archiduque Carlos, después de vencer la heroica resistencia de los defensores de la villa. Más tarde la población fue saqueada e incendiada en dos ocasiones, produciéndose también ejecuciones sumarias.
Durante el curso de la primera guerra carlista, la villa fue testimonio de algunos hechos de armas de especial relevancia, incluido el incendio y saqueo. Fueron las fuerzas de la primera división de vanguardia del conde de España, bajo las órdenes del general Pérez Dávila. De las 300 casas que había en la población solo quedaron en pie 150. La iglesia de Santa María, gótica del siglo XIV, quedó totalmente destruida, exceptuando el retablo del Rosario, que fue protegido por los espardenyers, que tenían a la Virgen del Rosario como patrona. En el 1888 se inauguró la carretera Pons-Calaf y durante el 1896 finalizó la construcción de la carretera que va desde Pons a la Seo de Urgel.

## Toponimia
En documentos medievales aparece documentada con la forma de ablativo plural Pontibus. 

## Economía
La agricultura es fundamentalmente de secano, con cultivos de cereales, olivos y viñas y de regadío en la huerta cercana al río Segre, con cultivos de hortalizas, patatas y girasoles.
La ganadería es ovina, porcina y avícola. 
La industria abarca los sectores de la alimentación, el textil y los géneros de punto, los materiales de construcción, la madera, el metal y la electricidad.

## Geografía humana

### Demografía
Cuenta con una población de 2703 habitantes (INE 2024).
| Gráfica de evolución demográfica de Pons entre 1842 y 2021 |
| |
| Población de derecho según los censos de población del INE Población de hecho según los censos de población del INEEn estos censos se denominaba Pons: 1842, 1857, 1860, 1877, 1887, 1897, 1900, 1910, 1920, 1930, 1940, 1950, 1960, 1970 y 1981 Entre el censo de 1970 y el anterior, crece el término del municipio porque incorpora a 25585 (Tosal) |

## Administración
| Periodo   | Nombre                     | Partido           |
| --------- | -------------------------- | ----------------- |
| 1979-1983 | María Lurdes Vidal         | ADP-Independiente |
| 1983-1987 | Salvador Balagué i Esteve  | ERC               |
| 1987-1991 | Salvador Balagué i Esteve  | ERC               |
| 1991-1995 | Salvador Balagué i Esteve  | ERC               |
| 1995-1999 | Estanis Felip Monsonís     | CiU               |
| 1999-2003 | Estanis Felip Monsonís     | CiU               |
| 2003-2007 | Estanis Felip Monsonís     | CiU               |
| 2007-2011 | Jaume García Badias        | IpP-PM            |
| 2011-2015 | María Antònia Pubill Carro | CiU               |
| 2015-2019 | Fco. José García Cañadas   | IpP - PM          |